# Posunkî, Verhnodniprovsk
Posunkî (în ucraineană Посуньки) este un sat în comuna Dmîtrivka din raionul Verhnodniprovsk, regiunea Dnipropetrovsk, Ucraina.

## Demografie
Componența lingvistică a localității Posunkî
     Ucraineană (94,76%)
     Rusă (4,99%)
     Alte limbi (0,25%)
Conform recensământului din 2001, majoritatea populației localității Posunkî era vorbitoare de ucraineană (94,76%), existând în minoritate și vorbitori de rusă (4,99%).